# Cerodontha thulensis
Cerodontha thulensis är en tvåvingeart som beskrevs av Griffiths 1966. Cerodontha thulensis ingår i släktet Cerodontha och familjen minerarflugor.
Artens utbredningsområde är Grönland. Inga underarter finns listade i Catalogue of Life.